# Heian Sandan
È il terzo dei cinque kata "Heian" (i cui ideogrammi stanno a significare "Pace e tranquillità") dello stile Shotokan. Originariamente tutti i kata Heian si chiamavano Pinan.

## Tecniche Kata
1. Saluto (Rei) Musubi-dachi
2. Yoi in Hachiji-dachi
3. Verso sinistra Kokutsu-dachi sinistro Uchi-uke sinistro
4. Riunendo in avanti in Heisoku-dachi doppia parata sul posto Uchi-uke destro, Gedan-barai sinistro (poi ripetere la tecnica al contrario)
5. Ruotando di 180° scendere in Kokutsu-dachi destro Uchi-uke destro
6. Riunendo in avanti in Heisoku-dachi doppia parata sul posto Uchi-uke sinistro, Gedan-barai destro (poi ripetere la tecnica al contrario)
7. Spostando il piede sinistro di 90° in Kokutsu-dachi sinistro Moroto-uke
8. Avanzando in Zenkutsu-dachi, Nukite destro con il rinforzo della mano sinistra sotto il gomito
9. Ruotando in senso antiorario (kaiten) portare la mano destra dietro la schiena, colpire con Tetsui-uchi sinistro in Kiba-dachi sinistro
10. Avanzare Oi-zuki destro in Zenkutsu-dachi con KIAI
11. Riunire in avanti girandosi di spalle di 180° in senso antiorario, terminare in Heisoku-dachi in guardia con i pugni sui fianchi
12. Parare in Mika-zuki-geri destro avanzando, cadere colpendo con Fumikomi destro in Kiba-dachi, parata Empi-uke, contrattacco Uraken-uchi destro
13. Parare in Mika-zuki-geri sinistro avanzando, cadere colpendo con Fumikomi sinistro in Kiba-dachi, parata Empi-uke, contrattacco Uraken-uchi sinistro
14. Parare in Mika-zuki-geri destro avanzando, cadere colpendo con Fumikomi destro in Kiba-dachi, parata Empi-uke, contrattacco Uraken-uchi destro
15. Sul posto Tate-shuto-uke destro
16. Avanzando Oi-zuki
17. Spostare il piede destro in Kiba-dachi mantenendo il braccio fermo
18. Ruotare di 180° in senso antiorario facendo perno sul piede destro, colpire con Mawashi-empi destro in Kiba-dachi
19. Spostare il piede destro in Ukuri-ashi verso destra, colpire con Mawashi-empi sinistro in Kiba-dachi con KIAI
20. Yoi in Hachiji-dachi
21. Saluto (Rei) in Musubi-dachi
22. Yame